# Borgbyträsket
Borgbyträsket är en liten sjö norr om Pojo i kommunen Raseborg i landskapet Nyland i Finland. Sjön ligger 0,5 meter över havet. Arean är 27 hektar och strandlinjen är 3,75 kilometer lång. Sjön  ingår i Skärgårdshavets kustområde, Åland.   Den ligger omkring 78 km väster om Helsingfors. 
Sjön är till sin form avlång och vattnet är något grumligt. Växtligheten är riklig. Öster om sjön har det funnits en smal järnväg, där det numera finns en landsväg.
Orten Fiskars ligger norr om sjön och Fiskarsån rinner därifrån, ut i Borgbyträsket.